# Bondage Fairies (groupe)
Pour le manga, voir Bondage Fairies.
Bondage Fairies est un un groupe suédois d'electropunk, originaire de Stockholm.

## Histoire
Le nom du groupe semblerait emprunté à une série de mangas pornographiques, bien que le groupe le nie dans des interviews. Elvis Creep et Deus Deceptor forment les Bondage Fairies en 2005 à Stockholm. La même année, ils sortent leur premier single He-Man sous format vinyle. Le 20 janvier 2006, leur premier album What You Didn't Know When You Hired Me sort chez Lobotom Records. En 2008, ils sortent le single Garbage Indiebands en vinyle, également retrouvé sur leur deuxième album Cheap Italian Wine, sorti le 8 septembre 2009, également chez Lobotom Records.
Le troisième single 1-0 sort le 8 avril 2011 chez Audiolith exclusivement en téléchargement MP3 et contient, outre deux chansons inconnues jusqu'alors, un remix de Der Tante Renate du morceau nv4.dll et une version acoustique de Forget the Image I Got a Heart. Pour ce single, le premier clip officiel du groupe est tourné à Hambourg. Le nouveau batteur Drummer Boy participe pour la première fois à l'enregistrement ; peu de temps après, un quatrième membre, Bee Bee Prime, rejoint le groupe et joue depuis lors de la guitare à la place d'Elvis Creep. Après la publication d'un autre single (Fantasy Outfit) sur SoundCloud le 23 décembre 2011, le troisième album, intitulé Bondage Fairies, sort le 20 janvier 2012. Auparavant, des clés USB avaient été déposées sur les murs de plusieurs villes européennes et américaines en tant que dead drops, contenant une image de la ville en question. Elles permettent de débloquer sur le site web officiel du groupe l'une des 17 parties du nouveau morceau Morphine, qui était finalement disponible en téléchargement gratuit.
En 2014, les Bondage Fairies remixent le morceau Revolution du duo Schafe und Wölfe (originaire de Lemgo) pour l'EP Große Augen für schlechte Aussichten. En 2017, ils sortent leur nouvel album Alfa Gaga Cp Wifi.

## Discographie
- 2006 : What You Didn't Know When You Hired Me (Lobotom Records)
- 2009 : Cheap Italian Wine (Lobotom Records)
- 2012 : Bondage Fairies (Audiolith)
- 2017 : Alfa Gaga Cp Wifi (Audiolith)